# Fred Mace
Fred Mace (22 de agosto de 1878 – 21 de febrero de 1917) fue un actor cinematográfico estadounidense, activo en la época del cine mudo. A lo largo de su carrera entre 1909 y 1916 actuó en un total de 156 filmes. 

## Biografía
Nacido en Filadelfia, Pensilvania, fue una de las primeras estrellas del cine mudo. Se inició en el cine a solicitud de Mack Sennett, con el cual, en 1902, había entrado en el mundo del espectáculo formando parte del coro de representaciones de vodevil.
Antes de ello, en 1898, se había diplomado como dentista en la Jefferson Medical School de la Universidad de Pensilvania, ejerciendo la profesión durante un par de años. Sin embargo, durante un congreso de la profesión, conoció al propietario de un dispositivo para la limpieza dental, trabajando durante dos o tres meses como agente de ventas, hasta que finalmente maduró la decisión de abandonar la actividad médica y dedicarse a su vocación, el mundo del espectáculo. La decisión produjo una gran decepción a su madre, a la que prometió conseguir el éxito en tres años o, en caso contrario, volver a una profesión respetable.
Su determinación y su talento le valieron la satisfacción de obtener un papel protagonista en 1904 en una comedia musical. Su entrada en el cine tuvo lugar en la compañía Biograph Company, pasando en 1912 a Keystone Studios como primer actor junto a Mabel Normand, Ford Sterling y Alice Davenport, e interpretando todas las producciones del primer año de actividad de la empresa, siendo además el comandante de la patrulla de los Keystone Kops en la primera aparición del grupo en The Bangville Police (1913). 
En abril de ese año dejó Keystone para trabajar con las compañías Majestic, Gem, Apollo, aunque con escasa fortuna, por lo cual, dos años después, volvió de nuevo a la compañía de Sennett, aunque únicamente permaneció hasta 1916. Poco después de su marcha, Roscoe Arbuckle, que había actuado en unas cuantas películas de Keystone con Mace, le sustituyó como primer actor cómico de Sennett.
Fred Mace fue encontrado muerto una mañana de febrero de 1917 en un hotel de Nueva York. Aparentemente la causa de la muerte fue un accidente cerebrovascular. Tenía 38 años de edad. Fue enterrado en el Cementerio de Bordentown, Nueva Jersey.

## Filmografía

### Biograph Company
| - 1909 : A Fool's Revenge, de D. W. Griffith - 1910 : The Call - 1910 : A Knot in the Plot - 1910 : A Lucky Toothache - 1911 : The Wonderful Eye - 1911 : Jinks Joins the Temperance Club - 1911 : Mr. Peck Goes Calling - 1911 : The Diving Girl - 1911 : The $500 Reward - 1911 : The Villain Foiled - 1911 : The Baron - 1911 : The Village Hero - 1911 : The Lucky Horseshoe - 1911 : When Wifey Holds the Purse Strings - 1911 : A Convenient Burglar - 1911 : Her Awakening - 1911 : Too Many Burglars - 1911 : Trailing the Counterfeiter - 1911 : Josh's Suicide - 1911 : Through His Wife's Picture - 1911 : The Long Road - 1911 : Their First Divorce Case - 1911 : A Victim of Circumstances - 1911 : Dooley's Scheme - 1911 : Through Darkened Vales - 1911 : Why He Gave Up - 1911 : Abe Gets Even with Father | - 1911 : Caught with the Goods - 1911 : A Mix-up in Raincoats - 1912 : Brave and Bold - 1912 : With a Kodak - 1912 : A Near-Tragedy - 1912 : Got a Match - 1912 : The Engagement Ring - 1912 : A Spanish Dilemma - 1912 : Hot Stuff - 1912 : A Voice from the Deep, de Mack Sennett - 1912 : Those Hicksville Boys - 1912 : Their First Kidnapping Case - 1912 : Help! Help! - 1912 : The Brave Hunter - 1912 : The Leading Man - 1912 : The Fickle Spaniard - 1912 : When the Fire-Bells Rang - 1912 : Helen's Marriage - 1912 : A Close Call - 1912 : Algy the Watchman - 1912 : Neighbors - 1912 : Katchem Kate - 1912 : A Dash Through the Clouds - 1912 : One Round O'Brien - 1912 : The Speed Demon - 1912 : His Own Fault - 1912 : The Would-Be Shriner |

### The Keystone Film Company
| - 1912 : Cohen Collects a Debt - 1912 : Lie Not to Your Wife - 1912 : The New Neighbor - 1912 : Riley and Schultz - 1912 : The Beating He Needed - 1912 : Pedro's Dilemma - 1912 : Stolen Glory - 1912 : The Postman - 1912 : The Flirting Husband - 1912 : Ambitious Butler - 1912 : Mabel's Lovers - 1912 : At It Again - 1912 : The Deacon's Troubles - 1912 : A Temperamental Husband - 1912 : Rivales - 1912 : Mr. Fix-It - 1912 : A Desperate Lover - 1912 : A Bear Escape - 1912 : Pat's Day Off - 1912 : Brown's Seance - 1912 : A Midnight Elopement - 1912 : A Family Mixup - 1912 : Mabel's Adventures - 1912 : The Drummer's Vacation - 1912 : Hoffmeyer's Legacy - 1912 : A Widow's Wiles - 1912 : Mabel's Stratagem - 1913 : Saving Mabel's Dad - 1913 : A Double Wedding - 1913 : The Cure That Failed - 1913 : The Elite Ball - 1913 : Just Brown's Luck - 1913 : The Battle of Who Run - 1913 : The Stolen Purse - 1913 : The Jealous Waiter, de Mack Sennett - 1913 : Mabel's Heroes - 1913 : Her Birthday Present - 1913 : Heinze's Resurrection - 1913 : Forced Bravery - 1913 : A Landlord's Troubles - 1913 : The Professor's Daughter - 1913 : A Red Hot Romance - 1913 : A Doctored Affair - 1913 : The Sleuth's Last Stand - 1913 : A Deaf Burglar : The Burglar - 1913 : The Sleuths at the Floral Parade - 1913 : The Rural Third Degree - 1913 : Foiling Fickle Father - 1913 : The Rube and the Baron - 1913 : A Wife Wanted - 1913 : Jenny's Pearls - 1913 : At Twelve O'Clock - 1913 : Her New Beau - 1913 : Those Good Old Days - 1913 : The Grey Sentinel - 1913 : Father's Choice - 1913 : A Game of Poker - 1913 : Murphy's I.O.U. - 1913 : A Dollar Did It | - 1913 : Cupid in a Dental Parlor - 1913 : Bangville Police, de Henry Lehrman - 1913 : Algy on the Force - 1913 : The Darktown Belle - 1913 : Hubby's Job - 1913 : The Foreman of the Jury - 1913 : The Gangsters, de Henry Lehrman - 1913 : Mimosa's Sweetheart - 1913 : The Tongue Mark - 1913 : The Tale of a Black Eye - 1913 : One Round O'Brien Comes Back - 1913 : His Way of Winning Her - 1913 : A Devilish Doctor - 1913 : The Doctor's Ruse - 1913 : A Horse Unfed - 1913 : One Round O'Brien's Flirtation - 1913 : The Turkish Bath - 1913 : Old Moddington's Daughters - 1913 : Fred's Trained Nurse - 1913 : The Speed Bear - 1913 : The Rube Boss - 1913 : Anne of the Trails - 1913 : Schnitz the Tailor - 1913 : Ketchem and Killem - 1913 : One Round O'Brien Comes East - 1913 : His Nobs the Plumber - 1913 : Fred Goes in for Horses - 1913 : Fred's I.O.U. - 1914 : The Tale of a Shirt - 1914 : An Accidental Baby - 1914 : Too Many Brides - 1914 : One Round O'Brien in the Ring Again - 1914 : Black Hand Conspiracy - 1914 : Up in the Air Over Sadie - 1914 : Village School Days - 1914 : Rafferty's Raffle - 1914 : Dad's Terrible Match - 1914 : A Parcel Post Auto - 1914 : The Battle of Chili and Beans - 1914 : Apollo Fred Sees the Point - 1914 : Some Bull's Daughter - 1914 : Mabel at the Wheel - 1914 : Up and Down - 1914 : Apollo Fred Becomes a Homeseeker - 1914 : The Cheese of Police - 1915 : What Happened to Jones - 1915 : My Valet - 1915 : A Janitor's Wife's Temptation - 1915 : Crooked to the End - 1915 : Fatty and the Broadway Stars - 1916 : Love Will Conquer - 1916 : The Village Vampire - 1916 : A Love Riot - 1916 : An Oily Scoundrel - 1916 : Bath Tub Perils - 1916 : The Love Comet - 1916 : A Lover's Might - 1916 : His Last Scent |